# Мякеньковка
Мяке́ньковка (укр. М'якеньківка) — село,
Мякеньковский сельский совет,
Решетиловский район,
Полтавская область,
Украина.
Код КОАТУУ — 5324282601. Население по переписи 2001 года составляло 541 человек.
Является административным центром Мякеньковского сельского совета, в который, кроме того, входят сёла
Михновка и
Шрамки.

## Географическое положение
Село Мякеньковка находится на правом берегу реки Говтва,
выше по течению на расстоянии в 1,5 км расположен пгт Решетиловка,
ниже по течению на расстоянии в 3 км расположено село Михновка,
на противоположном берегу — сёла Пасечники и Сени.
В 1-м км расположено село Шрамки.

## Объекты социальной сферы
- Школа Гимназия.